# Hans Vermeersch
Hans Vermeersch (Knokke-Heist, 30 juni 1957) is een Belgisch componist, dirigent, violist, hoboist, en viola d'amore speler.

## Levensloop
Vermeersch volgde zijn muzikale studies aan het Stedelijk Conservatorium te Brugge en aan het Koninklijk Conservatorium te Gent en Brussel. Hij behaalde het diploma in notenleer, muziekgeschiedenis en viool. In 1975 won hij voor viool de Pro Civitate wedstrijd. Verder studeerde hij aan de Musik Hochschule te Innsbruck, Oostenrijk. Om zich beter te kunnen inzetten voor de amateuristische blaasmuziek volgde hij HaFa-directielessen bij Jan Segers en Guy Duijck.
Als vioolsolist geeft hij concerten en recitals over de ganse wereld. Hij was leraar viool, altviool, en kamermuziek aan de academie van Blankenberge, Ronse, en Knokke-Heist met een eigen ontwikkelde cursus voor de lagere graden.
Vanaf 1975 is hij dirigent van de Harmonie "De Koninklijke Harmonie de Zeegalm en strijkers" te Knokke-Heist. Nu dirigeert hij het Rajhans Orchestra, Ensemble- "Worldwide Orchestra of Flanders".
Sinds 2018 is hij vice voorzitter van de internationale viola d'amore vzw. 
Hij is getrouwd met Finla Noronha en heeft een dochter, Shyama Vermeersch.

## Composities

### Werken voor orkest
- 1978 Autumn ballad, voor tenorsaxofoon en orkest
- 1980 Fiddlers of the First Floor voor hobo en strijkorkest
- 1985 Optical Illusions voor horn en kamerorkest based upon paintings of Frank Mathijs
- 1995 Gita voor viool en kamerorkest (première in Chennai, India)
- 1995 Kacheri concerto voor basklarinet en kamerorkest (première in United Nations in New York, V.S.)
- 1995 Ramayana, suite voor kamerorkest (première in United Nations in New York, V.S.)
- 1995 Madras concerto voor veena en kamerorkest (première in United Nations in New York, V.S.)
- 1997 Al Hakim voor saxofonen alto en kamerorkest (première in Islamabad, Pakistan)
- 1997 Moghul concerto voor sitar en orkest (première in Islamabad, Pakistan)
- 2005 The River voor English Horn en strings
- 2008 Aatank concerto voor Klarinet en harmonie (première in Oostburg, Nederland)
- 2019 Luca’s Christmas dream voor soloviool en orkest
- 2021 Covid-19 vaccination injection blues voor strijkers (première in september in Tübingen, Duitsland)
- 2022 Poinsettia voor viool, dwarsfluit en kamerorkest  (première in december in Knokke, België)
- 2023 Akh Hayastan voor 2 doedoeks en kamerorkest (première in oktober 2023, Wolfenbüttel, Duitsland)

### Werken voor harmonieorkest
- 1980 Mr. GP’s solo voor trompet en brass-band
- 1981 Solitary Man, voor altsaxofoon en harmonieorkest
- 1981 Ballad, voor tenorsaxofoon en harmonieorkest
- 1981 Mr. Georges Persyns, voor flügelhoorn, trompet, cornet en harmonieorkest
- 1981 Nightlife
- 1981 Jerushalaim Shel Mala
- 1981 Pavane, Menuet et Rondeau
- 1981 Song of Peace
- 1981 Intrada en Largo
- 1984 Ballad voor saxofonen, tenor en harmonie
- 1991 Minerva voor saxofoon en harmonieorkest
- 1991 Liberation - Azaadi voor Schotse doedelzak en harmonie (première gespeeld door Canadian Princess Patricia’s Light Infantry)
- 2018 Last Post meets Ich hatt’ einen Kameraden voor 2 trompetten en orkest (première in Knokke, België)

#### Marsen
- 1980 De Zeegalm 1980
- 1980 Mars voor het 1e Regiment Karabiniers-Wielrijders
- 1980 Mars van de Peterstad Knokke-Heist aan het 1e Geniebataljon
- 1980 ZM-FN
- 1981 C.S.D.-March
- 1983 Mars voor het Opleidingscentrum Zedelgem
- 1998 Euregio march

### Concerti
- 2001 The Mumbai Concerto, voor altsaxofoon, baritonsaxofoon, fluit, hobo, strijkers, keyboards en Indisch slagwerk - naar een novelle van Manil Suri «The Death of Vishnu»
  1. Vishnu goes to Mumbay
  2. Padmini
  3. Pathak & Asrani
- 2002 5 virtues by Kofi Annan, voor hobo, djembé, strijkers en keyboards
  1. Enyimnyam ( dignity)
  2. Awerehyemu ( confidence )
  3. Akokodur ( courage)
  4. Ehumbobor ( compassion )
  5. Gyedzi ( faith )

### Muziek met tape
- 2004 Raga Nai Nai bhoy voor scordatura viool, viola scordatura, basklarinet, Bb clarinet en tape
- 2005 Raga "Nay Nay Bhoy" (Have no fear), voor basklarinet, viola discordatura, klarinet, violino discordatura en tape
  1. Quasi improvisation (alaap)
  2. Jhor:
  3. Jhalla:
  4. Gath
- 2005 Raat (Hindi for: Night), voor klarinet, viool, tanpura en tape
- 2005 Carnatic Bach (South-Indian Bach), een imaginaire muzikale bejegening van de Duitse componist Johann Sebastian Bach (1685-1750) en de Zuid-Indische componist Saint Tyagaraja (1767-1874), voor klarinet, viool en tape
- 2005 Raat voor Bb clarinet, viool en tape (première in Kazan, Tatarstan)
- 2005 Carnatic Bach voor Bb clarinet, viool en tape(Première in Kazan, Tatarstan)

### Didactische muziek
- 1983 Raga voor viool en piano
- 1998 Monsoon voor viool en keyboards
- 1998 Konarak voor viool en piano
- 1998 Monsoon voor viool en piano
- 2000 Rasa voor viool en piano
- 2003 Shyama’s Puja voor viool en tape
- 2004 Jhumna voor viool en piano
- 2013 Green Tea voor viool en keyboards
- 2014 Viool rap voor viool en tape
- 2017 Mithai voor viool en piano
- 2017 Concerto voor oboe en orkest (première in het cultureel centrum van Aalter)
- 2017 The death of Vishnu concerto voor saxofonen alto, saxofonen bariton en orkest (première in Knokke)
- 2018 Tempus Fugit voor English Horn en strings (première in Knokke)
- 2019 Il Regresso voor hoorn, cello en keyboards
- 2020 Sigulda Song voor strijkers (première in juni 2020 in Sigulda, Litouwen)

### Viola d'amore
- 2011 Bhalobasha voor viola d’amore and tape (première Hulst, Nederland)
- 2012 Gadbad voor 2 viole d’amore, cello and cembalo (première, Innsbruck, Oostenrijk)
- 2014 Sootch voor viola d’amore solo and tape (première Kaposvar, Hongarije)
- 2014 Tombeau voor 2 viole d’amore, cello and cembalo (première Kaposvar, Hongarije)
- 2016 Three Indian seasons voor counter tenor, 2 viola d’amore, cello, desk bells en cembalo. (Première European Music Centre Penderecki in Luslawice, Polen)
- 2016 Wepwawet voor solo viola d’amore, desk bells and tape. (Première European Music Centre Penderecki in Luslawice, Polen)
- 2017 Yesterday's Twilight voor 2 viole d’amore en hobo (Dilruba) (première Neuwied-Engers, Duitsland)
- 2018 Micro concerto voor hobo, viola d’amore en kamerorkest (première juni 2018 in Sondershausen, Duitsland)
- 2018 Rorate Caeli voor viola d’amore en tape (première in Sondershausen, Duitsland)
- 2018 Fragments of Fragment voor 2 viole d’amore (première juni 2018 in Sondershausen, Duitsland)
- 2019 Uberfluß an Genuß führt am Schluß zu Verdruss musical joke voor soprano, 3 viole d‘amore en cello (première in Aken, Duitsland)
- 2019 Der Dezember voor soprano and viola d’amore. (première in Aken, Duitsland)
- 2021 Maria Magdala voor 2 viole d’amore
- 2021 Fast 1’ spaß voor 2 viole d’amore en een eierkoker (première september 2021 in Tübingen, Duitsland)
- 2022 Los Sabores De Espagna voor 2 viole d’amore in D (première juni 2022 in Rheinsberg, Duitsland)
- 2022 Carnatic Biber voor viola d’amore en tape (première juni 2022 in Rheinsberg, Duitsland)
- 2023 The Viola d’Amore Jig voor 3 viole d’amore (première October 2023 Wolfenbüttel, Duitsland)
- 2023 Die Sieben Tage Der Woche voor 2 viole d’amore

- Gemeinsame Normdatei: 1017714150
- International Standard Name Identifier: 0000 0004 3468 6581
- Virtual International Authority File: 308780930
- WorldCat: E39PBJpJ9GqQ7tgtk76ty7bGHC